# Waaierkever
De waaierkever (ook wel: waaierdrager, wespenmoorder en zonderlinge waaierdrager) (Metoecus paradoxus) is een keversoort uit de familie van de waaierkevers (Rhipiphoridae). De wetenschappelijke naam van de soort is voor het eerst geldig gepubliceerd in 1761 door Linnaeus.